# 1,3,5-Triethylbenzol
1,3,5-Triethylbenzol ist eine chemische Verbindung aus der Gruppe der aromatischen Kohlenwasserstoffe.

## Gewinnung und Darstellung
1,3,5-Triethylbenzol kann durch Friedel-Crafts-Ethylierung von Benzol mit Ethylbromid in Gegenwart von Aluminiumchlorid gewonnen werden.

## Eigenschaften
1,3,5-Triethylbenzol ist eine brennbare, schwer entzündbare, farblose Flüssigkeit, die praktisch unlöslich in Wasser ist.

## Verwendung
1,3,5-Triethylbenzol kann zur Synthese einer Reihe von di- und trinukleierenden Liganden verwendet werden.

## Sicherheitshinweise
Die Dämpfe von 1,3,5-Triethylbenzol können mit Luft ein explosionsfähiges Gemisch (Flammpunkt 76 °C) bilden.